# Junior Arteaga
Junior Noel Arteaga Pineda (Managua, 9 de diciembre de 1999) es un futbolista nicaragüense que juega en la posición de mediocampista izquierdo y actualmente milita en el Diriangén F. C. de la Primera División de Nicaragua.

## Trayectoria
Procede del Juventus de Managua, también de la primera división y en el que destacó por su capacidad goleadora.

## Selección nacional
Logró ser convocado a las distintas categorías de la selección nacional de Nicaragua.
Su debut oficial en la selección absoluta se produjo el 13 de noviembre de 2021, en un partido amistoso contra Cuba con victoria del combinado nicaragüense por 2-0.